# Драгана Ракић
Драгана Ракић (Сремска Митровица, 15. август 1973) је српска политичарка која је посланик у Народној скупштини од 1. августа 2022. Она је заменица председника Демократске странке (ДС).

## Биографија
Ракић је рођен 15. августа 1973. године у Сремској Митровици, САП Војводина, СР Србија, СФРЈ. Дипломирала је на Филолошком факултету Универзитета у Београду на одсеку за општу књижевност и теорију књижевности 1988. године. Тренутно је студент докторских студија на истом факултету. Област научног истраживања је културна историја Јужног Баната.
Завршила је и Вишу школу за спортске тренере у Београду и стекла звање кошаркашког тренера. Била је активна кошаркашица и кошаркашка тренерица до 2008.
Запослена је у Градској библиотеци у Вршцу. Председница је управног одбора Фондације Љуба Давидовић, члан надзорног одбора Центра за права жена у Вршцу, члан Независног друштва новинара Војводине и члан Библиотекарског друштва Србије (БДС).

### Политичка каријера
Ракић се у Демократску странку (ДС) придружила 2008.
Чланица је општинског одбора Демократске странке у Вршцу од 2010. године. Била је одборница у Скупштини града Вршца. Од новембра 2014. године је потпредседница градског одбора Демократске странке у Вршцу.
У Главни одбор ДС изабрана је 2017. године, а за потпредседника ДС изабрана је 2. јуна 2018.
На општим изборима 2022. године Демократска странка је учествовала у савезу Уједињени за победу Србије и Ракић је изабрана за посланика у Народној скупштини.

## Лични живот
Ракић је удата и има сина. Говори енглески и руски језик.